# بلهكة شيخ موسي (شيخ موسي)
بلهکة شیخ موسی (بالفارسية: بهلکه‌شیخ‌موسی) هي قرية تقع في إيران في قسم شیخ موسي الريفي. يقدر عدد سكانها بـ 1,834 نسمة .